# Rachael Laws
Rachael Laws (* 5. November 1990) ist eine englische Fußballtorhüterin.

## Karriere

### Verein
Laws begann ihre Karriere beim damaligen englischen Zweitligisten AFC Sunderland und war während der Saison 2013 an den Erstligisten Liverpool LFC ausgeliehen. Dort ging sie zunächst als Ersatz von Sarah Quantrill in die Saison, erhielt aber im späteren Saisonverlauf vermehrt den Vorzug vor ihrer Konkurrentin und konnte am Saisonende die erste englische Meisterschaft Liverpools feiern.

### Nationalmannschaft
Im September 2014 wurde Laws von Nationaltrainer Mark Sampson erstmals in den Kader der englischen Nationalmannschaft berufen, kam jedoch nicht zum Einsatz. Am 5. November 2014 absolvierte sie ihr einziges Spiel für die U23-Nationalmannschaft Englands gegen die polnische Auswahl. 

## Sonstiges
Laws nahm gemeinsam mit Paul Robinson, Eilidh Child und Daniel Evans an einer im Dezember 2013 ausgestrahlten Episode der BBC-Spielshow A Question of Sport teil.

## Erfolge
- 2013: Gewinn der englischen Meisterschaft (Liverpool LFC)